# 三木与吉郎 (12代)
12代 三木 与吉郎（みき よきちろう、1875年（明治8年）11月27日 - 1938年（昭和13年）6月23日）は、日本の政治家、実業家、漢詩人。衆議院議員、貴族院議員。徳島県松茂町出身。旧名は康治。号は天遊舎愛松。　　

## 経歴
先代・三木与吉郎順治の長男として板野郡松茂町中来喜で生まれる。後に与吉郎の名を襲名し、藍商・酒造業を営む三木家の12代目となる。後に、藍商を改組して、三木商店を創業し、初代社長に就任。また、阿波製紙も創業し、初代社長を兼ねた。若年、詩を前塚芳南、中村三蕉らに学び、詩・俳句を能くした。その後、二松學舎で学んだ。さらに、衆議院議員、貴族院議員を務める傍ら京都商業学校夜間部にも通い、同校を卒業した。
1915年（大正4年）、第12回衆議院議員総選挙に徳島県郡部から出馬し当選。1918年（大正7年）9月29日、貴族院多額納税者議員に就任し、三期目の在任中に死去した。
また、三木商店社長の他にも多くの企業で重役を務めた。自身の詩集に「愛松遺稿」がある。1933年（昭和8年）から徳島和洋裁縫学校理事も兼ねた。
1938年（昭和13年）6月23日、64歳で没する。死後、正六位・勲二等を追贈された。

## 親族
- 父：三木与吉郎 (11代) - 三木家11代当主・貴族院多額納税者議員[7]。
- 長男：三木與吉郎 - 三木家13代当主[8]
- 孫：三木俊治 - 元徳島市長・13代与吉郎二男[8]